# 란차역
란차역(이탈리아어: Lanza)은 밀라노 지하철의 2호선의 역이다. 1978년 3월 3일에 문을 열었다.
이 역은 밀라노 도심의 중심부이자 스포르체스코 성의 모서리 지점인 포로 부오나파르테에 위치해 있다. 이 역을 통해 브레라 구에 갈 수 있으며, 역 근처에는 피콜로 극장, 셈피오네 공원, 시립 수족관이 있다.
이 역은 지하에 위치한 역이며, 2면 2선 구조로 된 2호선 역 중에서 중간 승강장으로 가는 통로가 없는 유일한 역이기도 하다. 터널 안에 있는 역 사이 거리를 나타내는 표지판을 보면 모스코바 역과 란차 역 사이의 거리가 550m라는 것을 알 수 있다.

## 시설
이 역에는 다음과 같은 시설이 있다.
- 에스컬레이터
- 승차권 자동 판매기
- 역 감시카메라